# Ивановская Лисица
Ивановская Лисица — село Грайворонского района Белгородской области, центр Ивано-Лисичанского сельского поселения.

## География
Село находится в западной части Белгородской области, на реке под названием Лисёнок, левом притоке Ворсклицы, в 9 км по прямой к северо-востоку от районного центра, города Грайворона. Выше по руслу Лисёнка (в 1 км к северо-востоку по прямой) имеется населённый пункт с перекликающимся названием — Казачья Лисица.

## История

### Происхождение названия
Во второй половине 1600-х годов казаки крепости Хотмыжск заселяли плодородные земли по берегам Ворсклы, Ворсклицы и ее притока — реки под названием Лисица (ныне Лисёнок). Лисицей казаки назвали и первое из новых сел, другое — Лисичкой. Позже первое стало Иваново-Лисицей (Ивановской Лисицей), второе — Казачьей Лисицей.

### Исторический очерк
Самый ранний документ, содержащий сведения о деревне Лисица, датирован 1692 годом: в деревне 13 дворов, из числа ее жителей названы Анафрей Гордеев, Иван Золотухин, Кирей Перов, Иван Извеков.
В начале 1700-х годов деревня стала собственностью фельдмаршала Б.П. Шереметева.
В «Описи вотчины Шереметева» (1756 года) интересны строки о сохранившихся в Ивановской Лисице военных сооружениях: деревянная башня, насыпной вал над рекою и — с двух сторон — «старый палисад из заостренных сверху и вкопанных в землю бревен»; до середины XVIII века здесь опасались набега крымских татар.
В 1831 году Ивановская Лисица пострадала от эпидемии холеры — заболело 115 селян, 46 из них умерло.
В 1843 году в Ивановской Лисице — по примеру слободы Алексеевки (она тоже принадлежала Шереметеву) начали сеять подсолнечник и «бить» подсолнечное масло.
В 1862 году в селе появилась школа — «здание построено местным обществом»; к 1884 году в слободе — 35 «промышленных заведений», 4 торговые лавки и 2 кабака.
В 1930-е годы село Ивановская Лисица — центр и единственный населенный пункт Иваново-Лисичанского сельского сельсовета в Грайворонском районе Белгородской области.
До 1931 года в селе была начальная школа (до 100 учащихся); в 1933 году открыли семилетку, но подходящего здания для нее не было, и занятия проходили в 4 различных помещениях. В 1937 году под школу приспособили бывшую Преображенскую церковь и вели здесь (с 1954 года — средняя школа) занятия до 1978 года.
В 1970-е годы Ивановская Лисица — центр сельсовета (3 населенных пункта) в Борисовском районе (куда была передана вместе со всем Грайворонским районом — до октября 1989 года).
В 1997 году село Ивановская Лисица — центр Ивано-Лисичанского сельского округа (2 села, второе — село Ломное) в Грайворонском районе.

## Население
X ревизия (1857-1859 годы) насчитала в слободе Иваново-Лисица 1535 крепостных «душ мужского пола».
Согласно переписи осени 1884 года:
Грайворонского уезда Лисичанской волости слобода Иваново-Лисица — 640 дворов (625 изб), 3380 жителей (1780 муж. и 1600 жен. пола), 103 грамотных мужчины и ни одной женщины, 44 учащихся мальчика.
В начале 1890 года в волостной слободе Ивановская Лисица было 3684 жителя (1831 мужчина и 1853 женщины).
В 1932 году в Ивановской Лисице 4472 жителя.
В 1979 году в селе Ивановская Лисица — 815 жителей, в 1989 году — 695 (295 мужчин и 400 женщин). В 1997 году в селе 322 личных хозяйства, 715 жителей.
| 2002 | 2010 |
| ---- | ---- |
| 696  | ↘617 |